# Bildstock (Hammelburg, Steinthal, D-6-72-127-65)

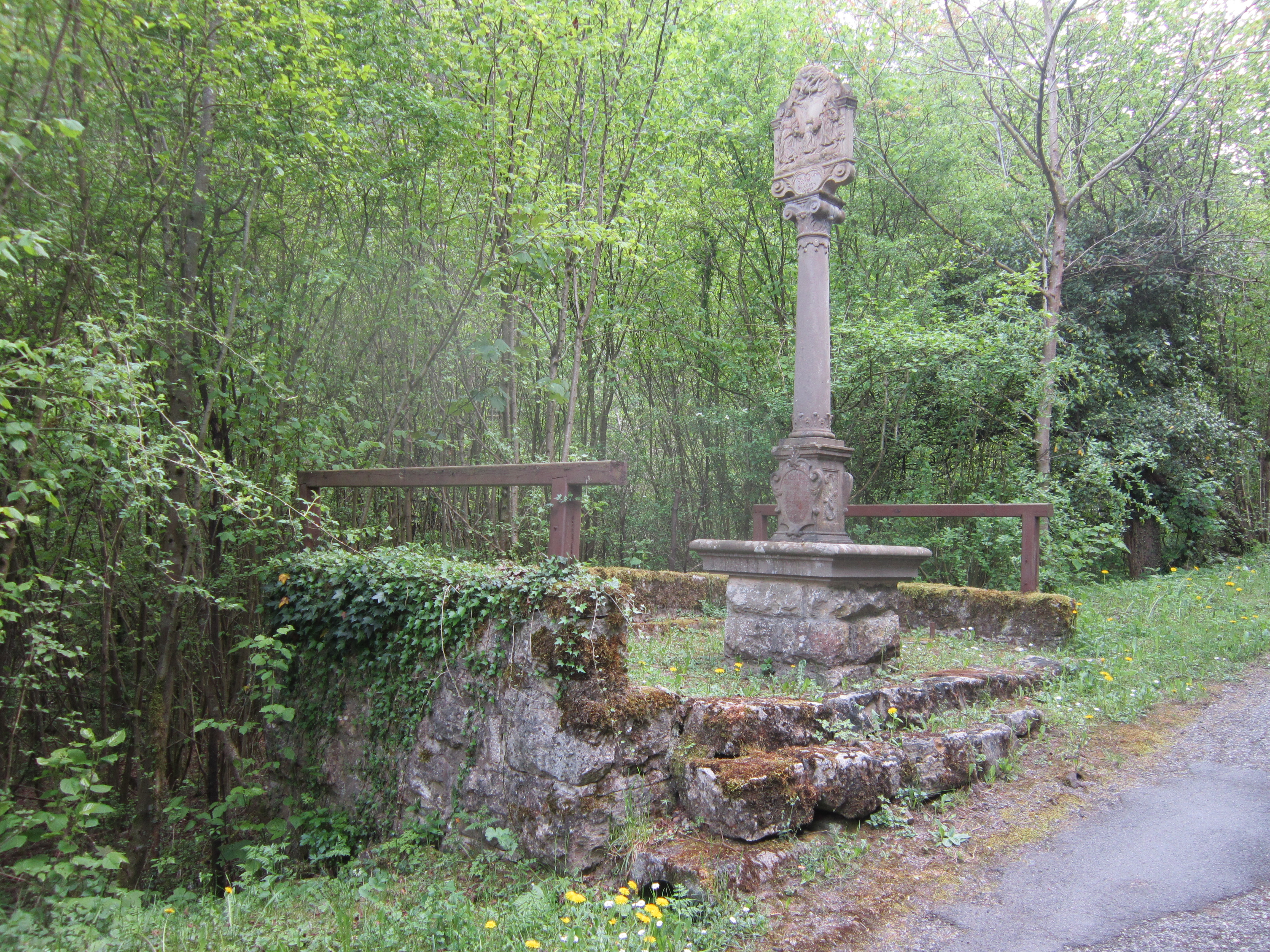
Bildstock, Hammelburg, Steinthal, D-6-72-127-65

Der Bildstock Steinthal, D-6-72-127-65 ist ein Flurdenkmal in der Kleinstadt Hammelburg im unterfränkischen Landkreis Bad Kissingen. Es befindet sich bei der Steinthalkapelle. Der Bildstock gehört zu den Baudenkmälern von Hammelburg und ist unter der Nummer D-6-72-127-65 in der Bayerischen Denkmalliste registriert.

## Beschreibung
Der 305 cm hohe Bildstock besteht aus gelbem Sandstein und entstand im Jahr 1718.
Der Sockel besteht aus Basaltstein und hat die Abmessungen 43 cm × 64 cm × 64 cm. Die Säule hat einen Durchmesser von 52 cm und einen Umfang von 63 cm und ist an den Seitenflächen des Fußes mit Blattranken verziert. Das Kapitell hat die Abmessungen 76 cm × 42 cm × 13 cm. Auf der ionisierenden, konischen Säule befindet sich ein Doppelrelief, das die Heilige Familie und auf der Rückseite die Krönung Mariens darstellt. Die frühere Bekrönung des hl. Michael ist verschwunden.
Die Inschrift unterhalb des Familienreliefs lautet: „JESUS, MARIA, JOSEPH, SEY GELOBT IN EWIGKEIT.“
Die Inschrift auf der Rückseite lautet: „GELOBT SEY DIE ALLERHEILIGSTE DREYFALTIGKEIT VON NUN AN BIß IN EWIGKEIT“, bezeichnet mit „1718“.
Die Inschriften in ovalen Feldern des bauchigen Säulenfuses lauten:

„O DU MEIN LIEBER WANDERSMANN; NEHM DIESE DREI ZU GEFÄHRTEN AN, ERWEIß IHN EHR, SIE SEYN BEKANDT. SIE FÜHREN DICH INS GELOBTE LAND.“

„O CHRISTEN MENSCH GEH NIT VORBEY. LOBE DIE ALLERHEILIGSTE DREY. GOTT VATTER, SOHN UND H. GEIST, WIE HIR DIESES BILD DIR WEIST.“

Der Bildstock stand ursprünglich in der Diebacher Straße, dann im Katzenrasen sowie ein erstes Mal im Steinthal. Nachdem er nach Beschädigung und Restaurierung vorübergehend an der Hammelburger St. Johannes der Täufer-Stadtpfarrkirche aufgestellt war, kam er wieder in das Steinthal an seinen heutigen Standort.